# بيترو ماجني
بيترو ماجني (و. 1817 – 1877 م) هو نحات من مملكة إيطاليا، ولد في ميلانو، توفي في ميلانو، عن عمر يناهز 60 عاماً.

## التعليم
تعلم في أكاديمية بريرا
.